# Bambarové
Bambarové nebo také Bamanové (bambarsky Bamanan) jsou příslušníky negroidní etnické skupiny obývající západní Afriku. Patří do skupiny národů Mandé, jejich populace se odhaduje na více než pět milionů osob. Žijí převážně v jihozápadní části Mali podél řeky Nigeru, jejich osídlení zasahuje také na území Senegalu, Guiney, Pobřeží slonoviny a Burkiny Faso. V Mali jsou Bambarové nejpočetnějším etnikem (tvoří téměř třetinu všech obyvatel) a bambarština slouží v zemi jako lingua franca.
Území Bambarů bylo součástí říše Mali, po jejím zániku vznikla bambarská království v Ségou a Kaartě, která bojovala se sousedními muslimskými Tukuléry, od nichž pochází název „Bambara“, tj. „nevěřící“. Ve dvacátém století většina Bambarů přijala sunnitský islám, v náboženské praxi však převládají animistické prvky s kultem předků.
Bambarové obývají oblast savan a zabývají se zemědělstvím (pěstují především bavlník, podzemnici olejnou a čirok), řemesly a obchodem. Proslulé jsou jejich nástavcové masky v podobě antilopy známé jako čivara, využívané při iniciačních rituálech. Bambarská společnost je patriarchální a rozdělená do tradičních kast: náčelník se nazývá fama, významnou roli hrají grioti jako nositelé společenské paměti. Praktikují mnohoženství. Typickým oděvem je boubou, ženy si nezahalují tvář. Ke společenskému životu patří tradiční divadlo kotéba.